# Asopo (ciudad)

Mapa del sur del Peloponeso en la Antigüedad. La ciudad de Asopo se encontraba cerca de Acrias, en la costa oriental del golfo de Laconia.

Asopo (en idioma griego, Ἀσωπός) es el nombre de una antigua ciudad griega de Laconia.
Estrabón la cita pero no da indicaciones acerca del lugar de Laconia donde estaba situada.
Pausanias la nombra entre las ciudades de los eleuterolaconios. La ubica a sesenta estadios de Acrias y como lugares destacables cita un templo de los emperadores romanos dentro de la ciudad, un santuario de Asclepio situado a una distancia de doce estadios por encima de la ciudad y, en la acrópolis, un santuario de Atenea Ciparisia. Añade que en el gimnasio se veneraban unos huesos humanos de tamaño extraordinario y que al pie de la acrópolis estaban los restos de una ciudad llamada Paraciparisios por los aqueos. Además menciona otro santuario de Asclepio a quince estadios, situado en un lugar denominado Hiperteléaton.
Se localiza cerca de la antigua Ciparisia, en una población llamada Plitra situada en el golfo que forma la península de Xylí, en la parte oriental del golfo de Laconia.